# Partizani, Tulcea
Partizani este un sat în comuna Maliuc din județul Tulcea, Dobrogea, România. Se află în Delta Dunării, la circa 13 km est de orașul Tulcea, pe brațul Sulina al Dunării.

## Istoric
Din ordinul prefectului Ioan Nenițescu se înființeaza o serie de sate în Deltă, iar unele sunt colonizate cu populație românească. Astfel se colonizează sate mai vechi ca Ilganii de Sus, Ilganii de Jos, Gorgova, Uzlina, Patlageanca, Cetalchioi și Pardina. Alte sate sunt nou înființate ca: Principele Carol, Principele Ferdinant, Carmen Sylva (Crișan) care s-a unit ulterior cu satul Floriile și Fântana Dulce.
Documente privind înființarea satului Principele Carol nu s-au mai păstrat în Arhivele Naționale, dar există informații despre data exactă a întemeierii de la Marin Dobrogeanu Ionescu care a scris o carte monumentală - Dobrogea în pragul veacului al XX-lea și publicată în 1904, precum și din actul de fondare a satului vecin Carmen Sylva (Crisan).
Satul “Principele Carol” înființat de prefectul Ioan Nenițescu îsi are data oficială de naștere: 26 iulie 1899.
“Principele Carol cătun pendinte de comuna Malcoci. A fost înființat la 26 iulie 1899 pe tăietura de rectificare a brațului Sulina între milele 41-42 (vechi) pe un platou ceva mai înalțat prin pământul depus de dragă. E un sat curat românesc locuit de 120 de suflete, trăind în 29 de case și
ocupându-se cu agricultura, creșterea vitelor și ceva pescărit.”
Acești 120 de locuitori, întemeietori ai satului Principele Carol au fost aduși din satul Valea Nucarilor (Sarighiolul de Vale, I.G.Duca), iar prefectul le-a construit case și i-a împroprietărit cu pământ pentru ca acest sat să se mărească și să dăinuiască în timp. Cei 120 de locuitori erau împărțiți astfel: bărbati 28, femei 29, iar copii 63. 
Satul a fost înființat pe teritoriul în care s-a săpat și depus pământul din dragarea tăieturii a XI-a Argagnis (1897-1898), în timpul prefectului Ioan Nenițescu (1897- 1900). Numele satului a fost dat de către prefectul întemeietor al satului, în cinstea unui membru al familiei regale
române. La acea data era un obicei ca toate marile realizări de la construcția unui edificiu, scrierea unei cărți, întemeierea unui sat, etc., să fie dedicate ca semn de respect familiei regale.
Numele a fost schimbat de comuniști la 9 iunie 1948 după niște spioni ruși, numiți de comuniști partizani, care s-au infiltrat în Deltă și care au fost omorâți de armata româna pe teritorul satului.